# Jordi Colonques i Bellmunt
Jordi Colonques i Bellmunt (Vila-real, Plana Baixa, 1976) és doctor en biologia, escriptor, il·lustrador i músic valencià.